# واهنس
واهنس (به آلمانی: Wahns) یک منطقهٔ مسکونی در آلمان است که در وازونگن واقع شده‌است. واهنس ۴۰۷ نفر جمعیت دارد.